# Facultad de Ciencias de la Educación y del Deporte de Pontevedra
La Facultad de Ciencias de la Educación y del Deporte de Pontevedra es un centro universitario fundado en 1999 en la ciudad española de Pontevedra como facultad y en 1845 como Escuela Normal de Pontevedra, con sede en el campus de A Xunqueira, en el norte de la ciudad.
La facultad pertenece al Campus Universitario de Pontevedra, integrado en el Sistema Universitario de Galicia y dependiente de la Universidad de Vigo. Oferta estudios de ciencias de la educación de grado, posgrado y doctorado.

## Historia

### Antecedentes: La Escuela Normal de Pontevedra
La actual Facultad de Educación tiene su origen en la Escuela Normal de Maestros de Pontevedra (masculina), creada en 1845 y cuya primera sede fue el antiguo Colegio de la Compañía de Jesús. En 1860 se creó la Escuela Normal Femenina de Pontevedra. Fue la primera escuela de maestras de Galicia y también estuvo ubicada en el antiguo Colegio de la Compañía de Jesús. Posteriormente, de 1881 a 1930, se ubicó en el pazo de García Flórez. La escuela de maestros se trasladó al pazo de Piñeiro y Moreira en la calle Marqués de Aranda cerca de la plaza de Méndez Núñez y posteriormente al pazo de Mugartegui. En 1918 se ubicó temporalmente en el edificio del Gobierno Militar de Pontevedra.
En 1896, en la Gran Vía de Montero Ríos, se inició la construcción del gran edificio ecléctico proyectado por el arquitecto Arturo Calvo Tomelén para la Escuela de Artes y Oficios, que se inauguró en 1901 y que también albergó la Escuela Normal Mixta de Pontevedra.

### La Escuela del Magisterio y la Escuela Universitaria de Profesorado de EGB
La Escuela Normal mixta se ubicó en 1930 en el edificio de la Gran Vía de Montero Ríos y se denominó Escuela Normal hasta que la ley de 17 de julio de 1945 sobre Educación Primaria denominó también a las Escuelas Normales Escuelas del Magisterio. En mayo de 1961 se adjudicaron definitivamente las obras de construcción de la nueva Escuela del Magisterio masculina y femenina graduada Aneja en Pontevedra por 18 millones cincuenta y siete mil pesetas. Se construyó en la avenida de Buenos Aires un nuevo gran edificio de cinco plantas proyectado por el arquitecto Francisco Navarro Borrás para tal fin. En 1970 la nueva Ley General de Educación dispuso que las escuelas Normales se integrarían en las universidades como Escuelas Universitarias de Formación de Profesorado de Educación General Básica (EGB). En 1972, la Escuela del Magisterio de Pontevedra se integró en la Universidad de Santiago de Compostela por Decreto 1381/1972, de 25 de mayo, en su artículo 2, y tomó el nombre de Escuela Universitaria de Formación de Profesorado de Educación General Básica de Pontevedra. De este modo, el centro educativo moderno tuvo su origen en la Escuela Universitaria de Formación de Profesorado de EGB de Pontevedra, que se integró en la Universidad de Santiago de Compostela y estaba situada en la orilla sur del río Lérez, en la Avenida de Buenos Aires.
En 1990, por decreto de la Consejería de Educación y Ordenación Universitaria de la Junta de Galicia para la segregación de los centros y servicios de la Universidad de Santiago de Compostela, en su artículo 1, la escuela quedó adscrita a la recién creada Universidad de Vigo. Durante el curso 1993-1994 comenzaron a impartirse en la escuela pontevedresa las especialidades de educación física, educación musical, educación primaria y educación infantil, autorizadas por el Decreto 26/1993, de 11 de febrero, de la Consejería de Educación de Galicia, en su artículo 2, de acuerdo con el Real Decreto 1440/1991, de 30 de agosto, por el que se estableció el título universitario oficial de Maestro, en sus distintas especialidades.

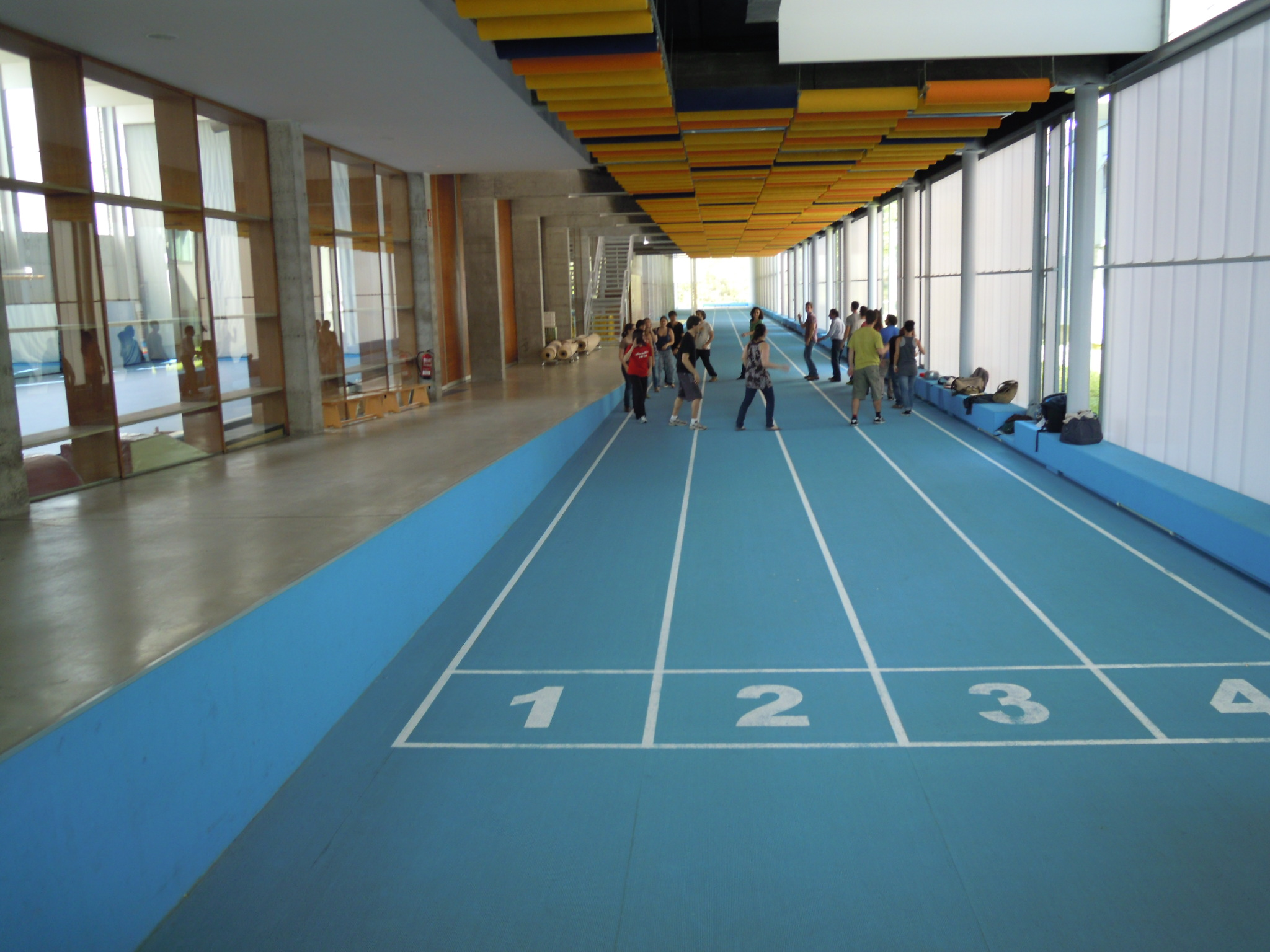
Pista de atletismo en la facultad

### La Facultad de Ciencias de la Educación
En 1998 comenzó el proceso de transformación de la escuela universitaria en facultad. En aquel momento, había 1.400 alumnos matriculados y 90 profesores. En 1999, por Decreto 250/1999, de 9 de septiembre, artículo 3, se creó la Facultad de Ciencias de la Educación por transformación de la Escuela Universitaria de Formación de Profesorado de EGB y se concedió autorización para la implantación en la Facultad de estudios conducentes a la obtención del título de Licenciado en Ciencias de la Actividad Física y del Deporte y se habilitó asimismo para albergar los estudios conducentes a la obtención de los títulos de Maestro en las especialidades de Educación Infantil, Educación Primaria, Educación Musical y Educación Física.
En 2006, por Decreto 28/2006, de 9 de febrero, la Facultad pasó a denominarse Facultad de Ciencias de la Educación y del Deporte de Pontevedra.
El diseño del actual edificio de la Facultad, inaugurado en el campus de A Xunqueira en octubre de 2006, obra de los arquitectos Jesús Irisarri Castro y Guadalupe Piñera Manso, obtuvo en 2008 el premio SICE, otorgado por el Consejo Superior de los Colegios de Arquitectos de España.
En 2024 se presentó el proyecto de la creación en el campus pontevedrés del Instituto de Investigación en Deporte (Incide). Su misión será aglutinar a los grupos de investigación existentes, mejorando la difusión científica y la captación de fondos. A medio plazo, se plantea que este instituto de investigación evolucione hacia un Centro de Investigación. El instituto se basará en los valores del deporte y la educación: disciplina, resiliencia, respeto, empatía, compromiso social y formación integral.

## Titulaciones

### Estudios de grado
- Grado en Ciencias de la Actividad Física y el Deporte[23][3]
- Grado en Maestro en Educación Infantil[23][3]
- Grado en Maestro en Educación Primaria[23][3]

### Estudios de máster[24][25]

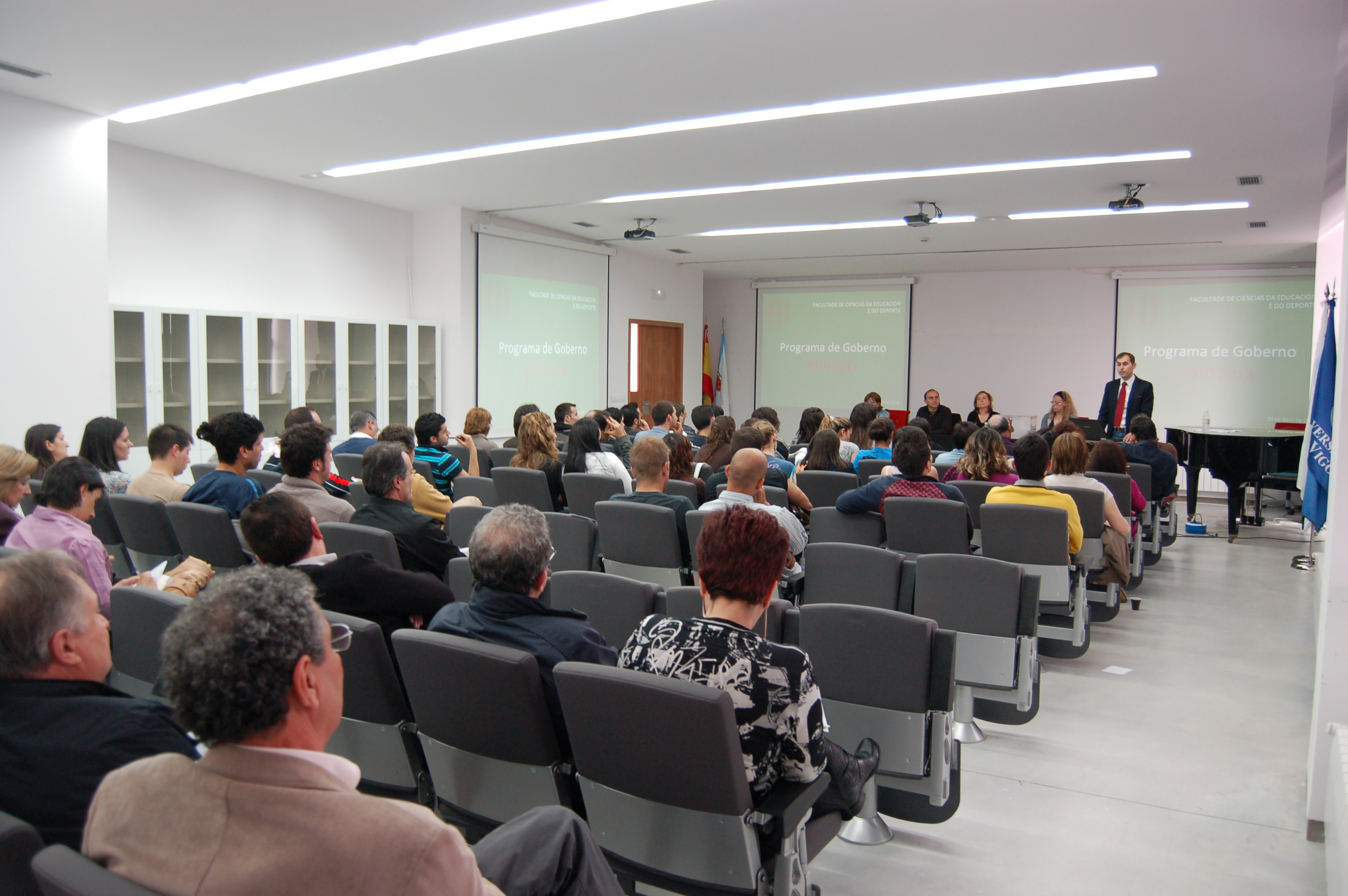
Salón de actos

- Máster interuniversitario en  Investigación en Actividad Física, Deporte y Salud en colaboración con la Universidad de La Coruña
- Máster interuniversitario en Dirección Integrada de Proyectos en colaboración con la Universidad de La Coruña
- Máster universitario en Necesidades Específicas de Apoyo Educativo
- Máster universitario en Investigación e Innovación en Didácticas Específicas para Educación Infantil y Primaria
- Máster universitario en Profesorado en ESO, Bachillerato, FP y Enseñanza de Idiomas
- Máster en Ciencia del Ejercicio, Preparación Física y Readaptación Deportiva (a partir del curso académico 2025-26).[26][27]

### Estudios de doctorado[28]
- Doctorado en Educación, Deporte y Salud
- Doctorado en Ciencias del Deporte, Educación Física y Actividad Física Saludable
- Doctorado en Equidad e Innovación en Educación

## Cultura
En abril, la Facultad de Ciencias de la Educación y del Deporte celebra la festividad de San Isidoro de Sevilla, su patrón. La Facultad publica la Revista de Investigación en Educación.

## Galería de imágenes

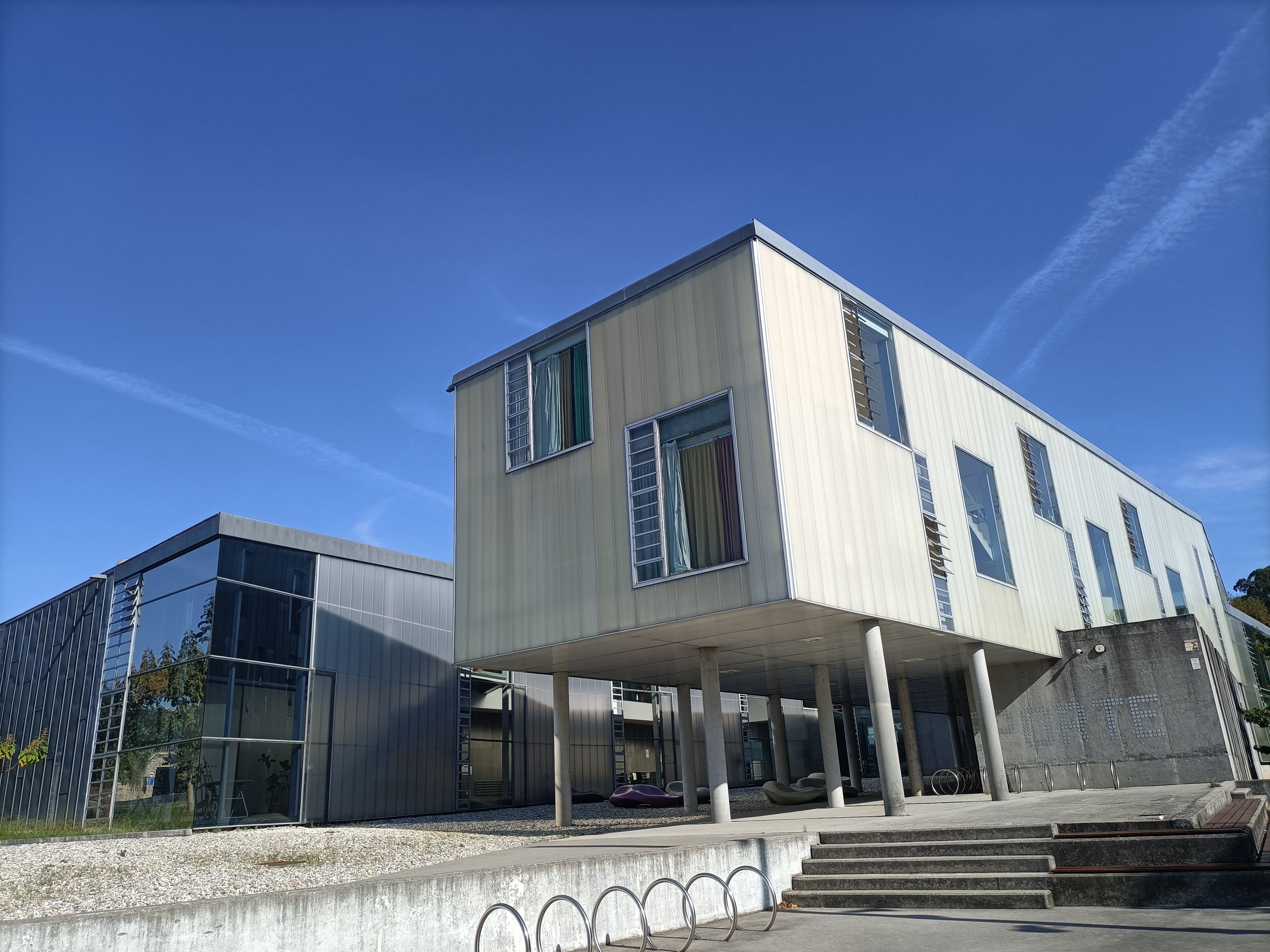
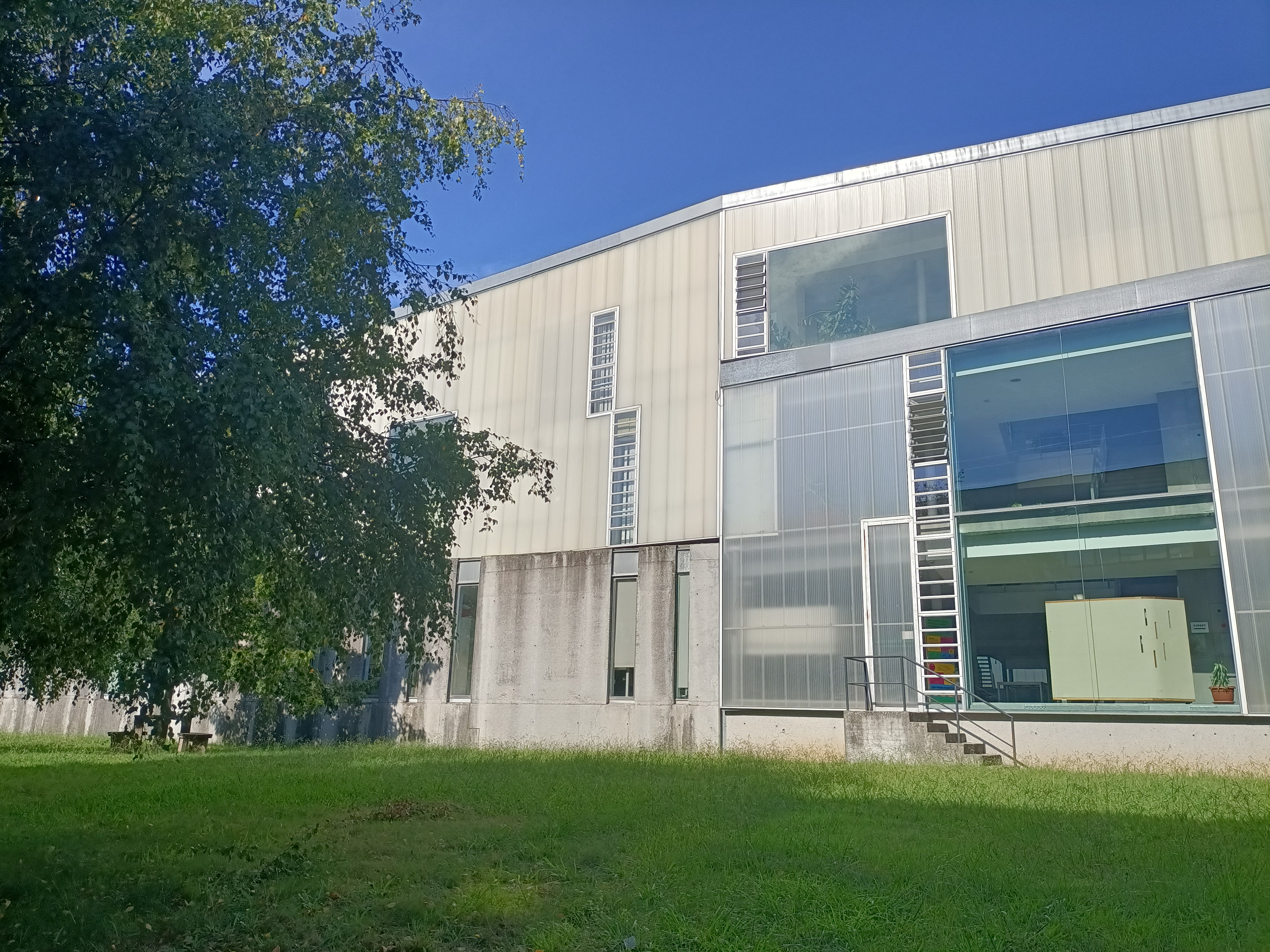
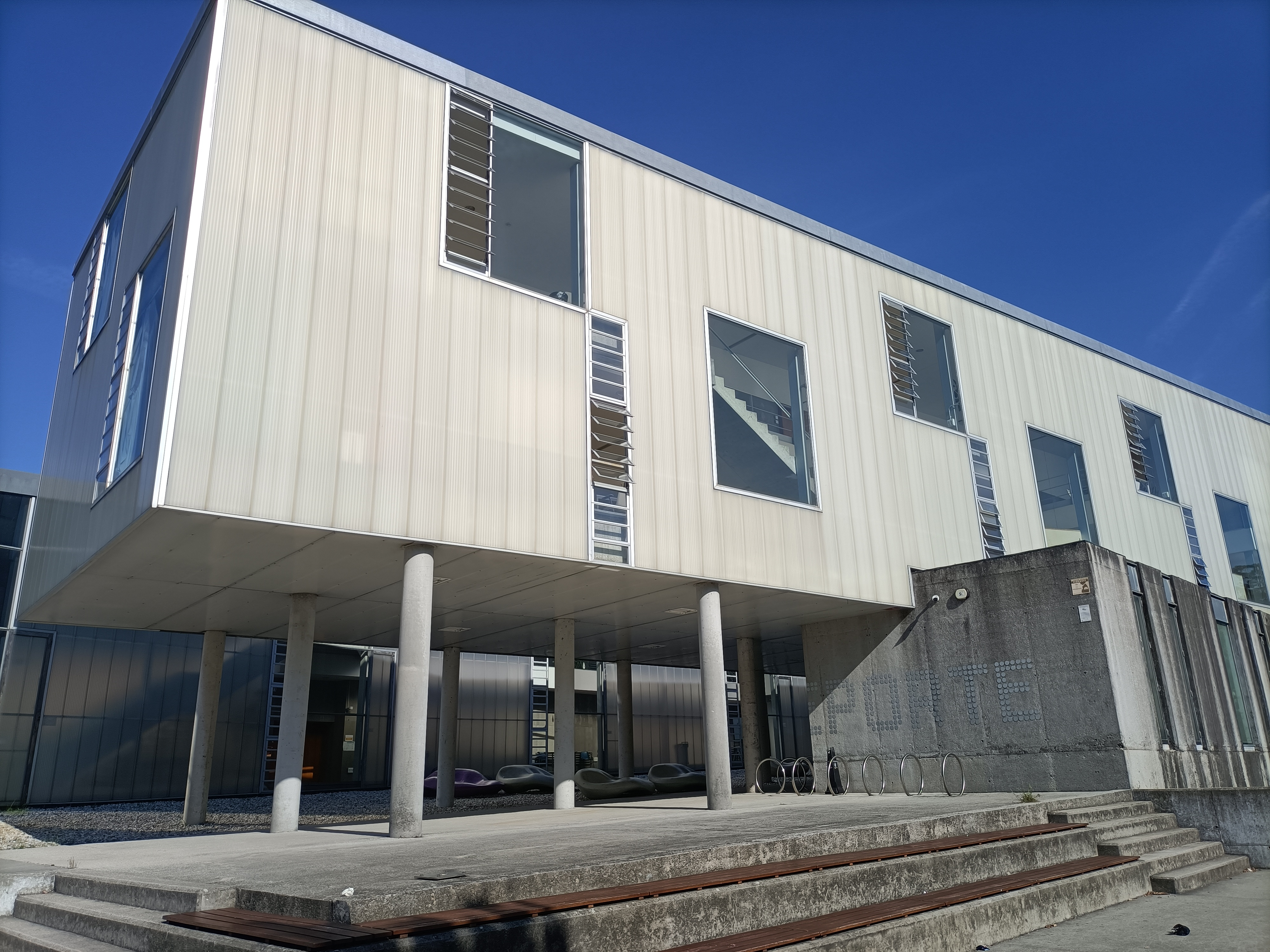
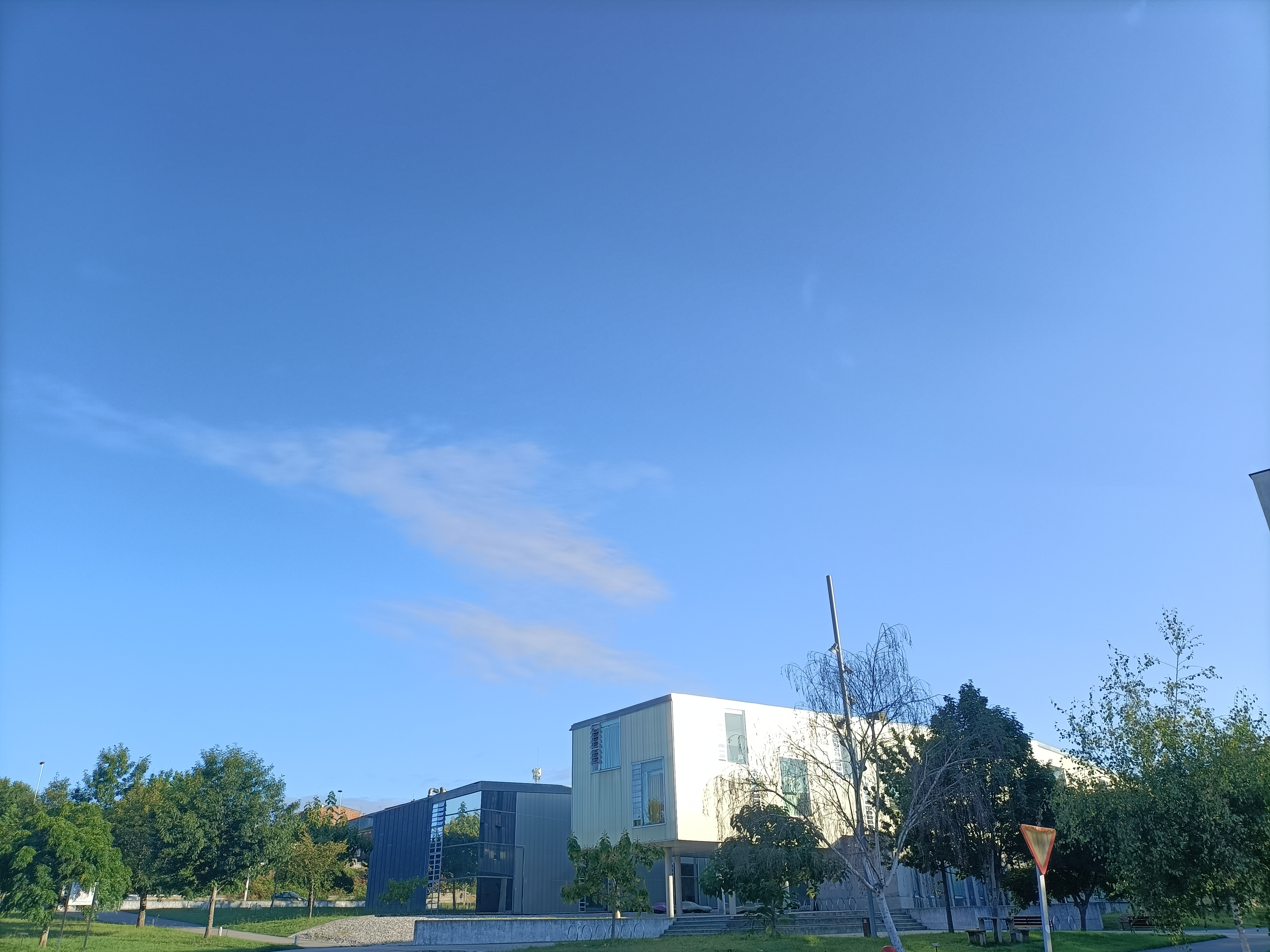
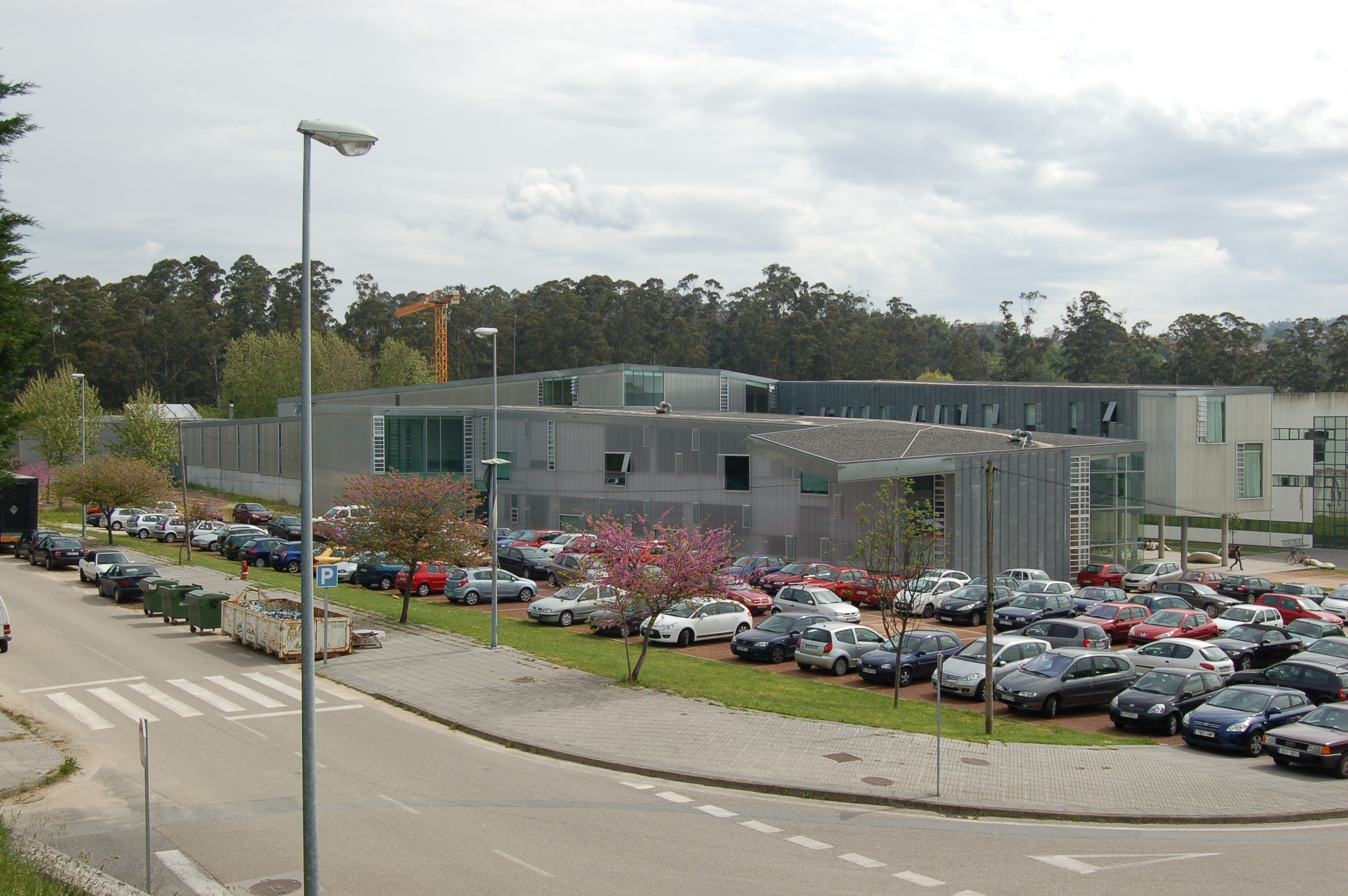
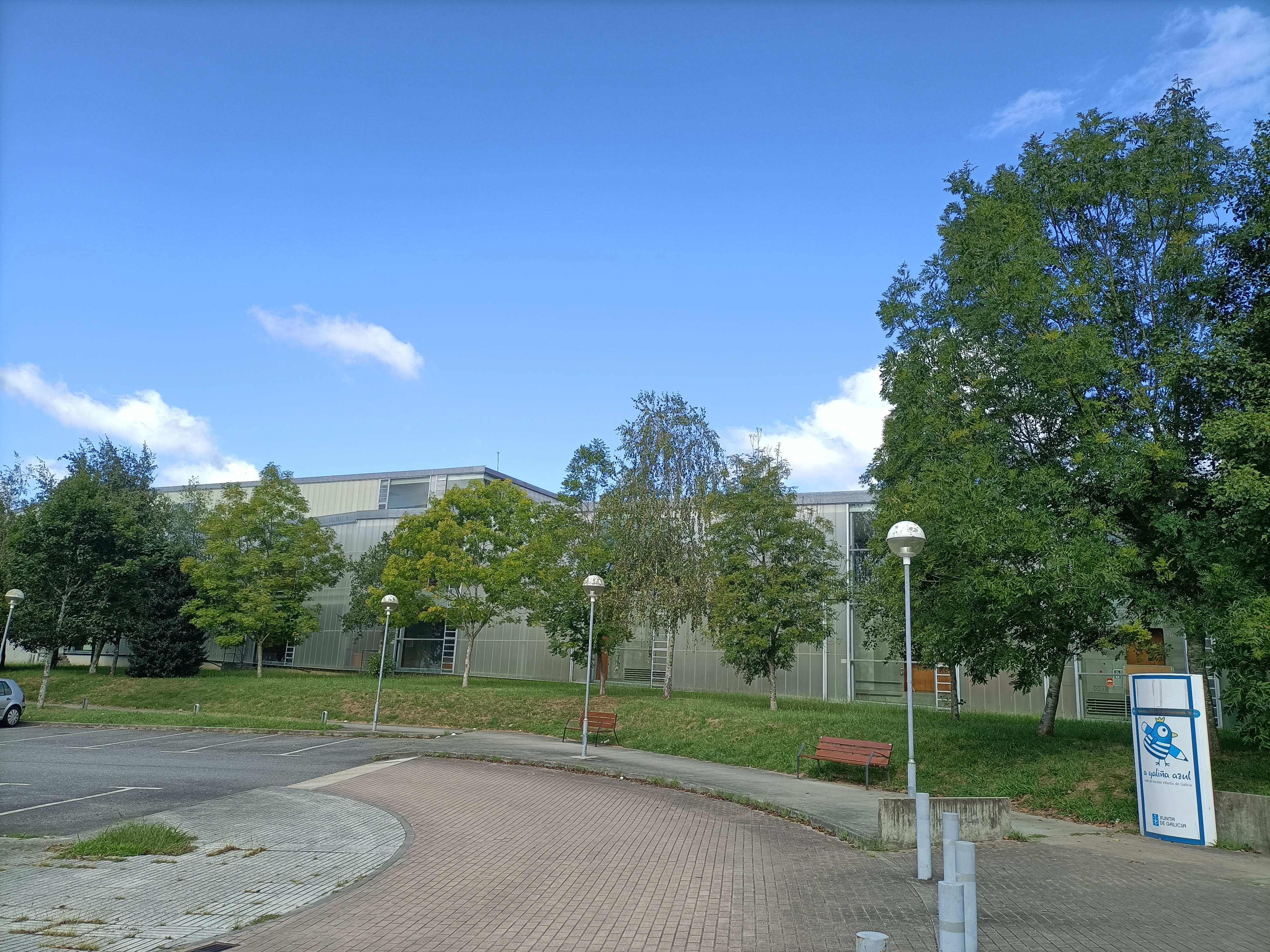
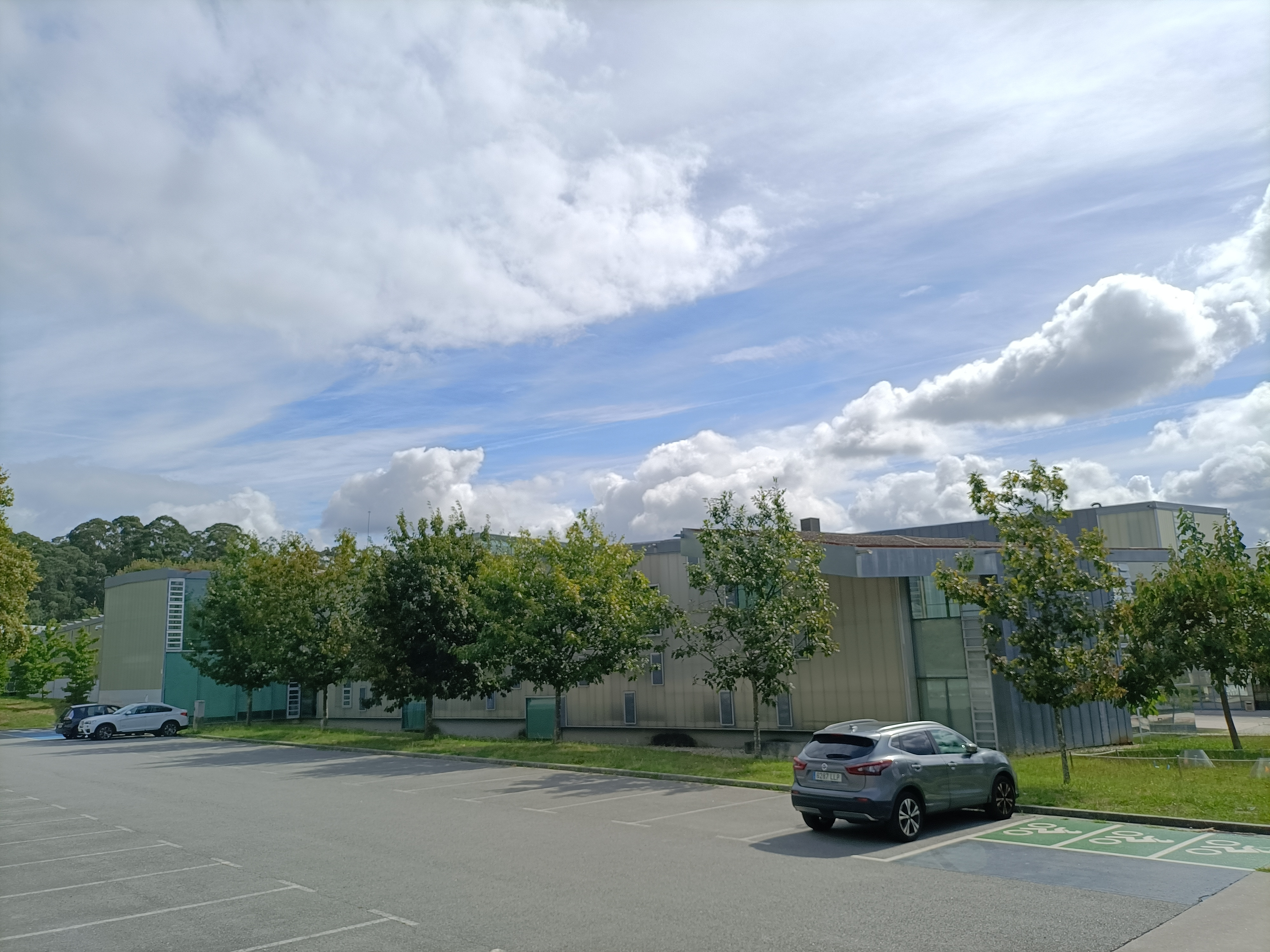

## Alumnos ilustres
- David Amor
- Javier Gómez Noya[31]
- Diego Bará
- Paula Dapena Sánchez
- María Castro
- Yoly Saa